# 바야다사우루스
바야다사우루스(Bajadasaurus)는 백악기 초기 남아메리카의 아르헨티나에서 발견된 디크라이오사우루스과에 속하는 동시에 아마르가사우루스의 근연종인 용각류이다. 속명의 뜻은 '바야다의 도마뱀'을 뜻한다.

## 발견의 역사

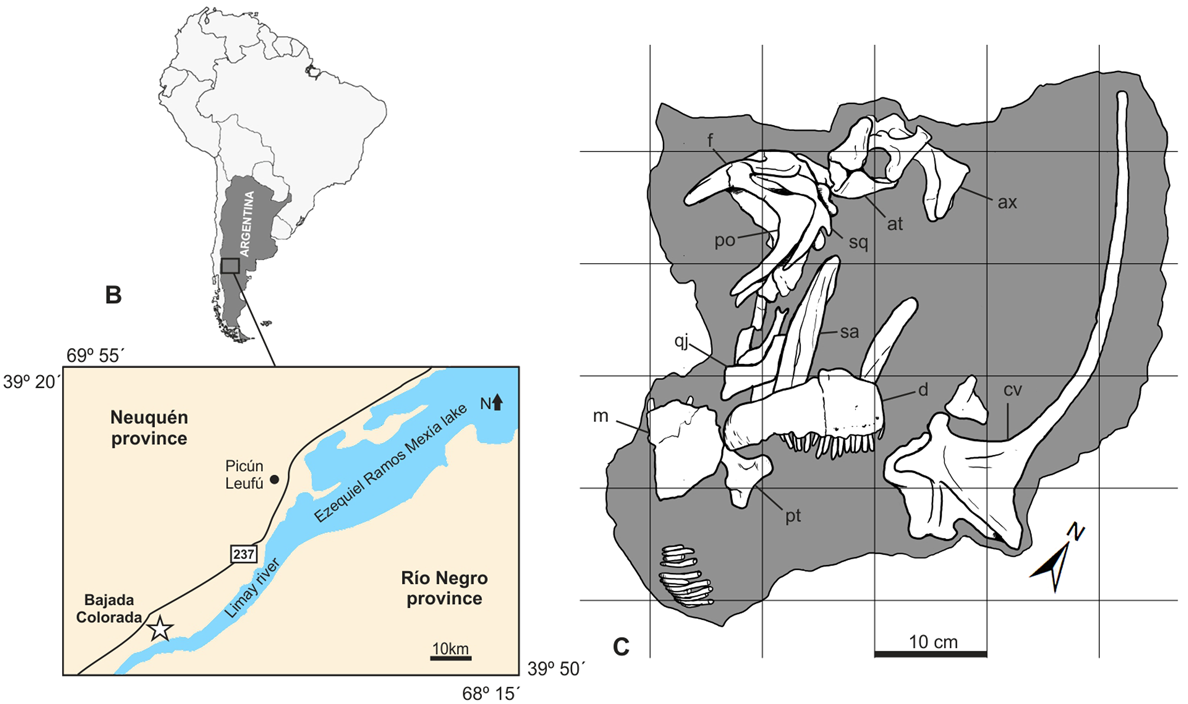
바야다사우루스가 발견된 장소와 발견 당시 화석의 형태를 그린 모식도

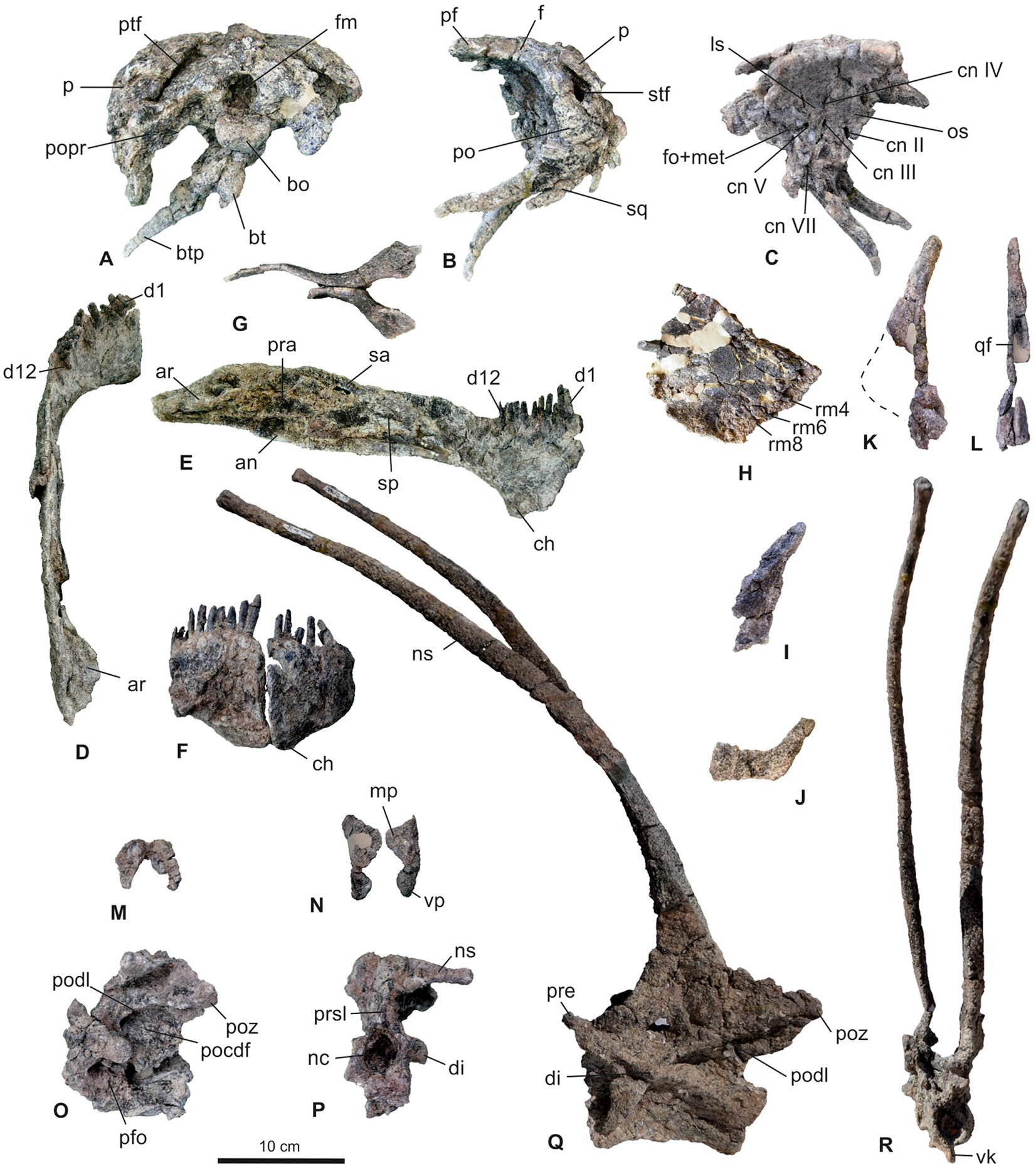
바야다사우루스의 여러 가지 부위의 화석들

바야다사우루스의 화석은 2010년 아르헨티나 정부 과학 기관인 CONICET 소속 고생물학자들에 의해 발굴되었고, 발굴 장소의 정확한 위치는 파타고니아의 리메이 강 서쪽 기슭 근처 피쿤 레우푸(Picún Leufú) 마을 남쪽 40 킬로미터 (25 mi) 바야다 콜로라다 지역이다. 발굴 초기에는 CONICET 소속 아르헨티나의 고생물학자인 파블로 갈리나(Pablo Gallina)가 발굴 작업을 주도했으며, 이 지역의 화석은 깨지기 쉬운 경우가 많기 때문에 표본은 현장에서 뼈를 하나하나 발굴하지 않고 큰 암석 덩어리들을 석고로 싸서 발굴했다. 이후 연구실로 옮겨진 암석 덩어리들의 표면에 붙은 돌을 제거하자, 두개골과 다섯 번째 목뼈가 드러났고, 이 표본은 2019년 갈리나와 동료들에 의해 공식적으로 새로운 종인 바자다사우루스 프로누스피낙스(Bajadasaurus pronuspinax)로 기술되었다. 이 발견은 국제 언론을 통해 널리 보도되었고, 2023년에 잔 가르데레스와 동료들이 뼈의 CT 스캔에서 얻은 디지털 3D 재구성을 기반으로 바야다사우루스의 두개골에 대한 추가적인 설명을 발표했다.

## 특징

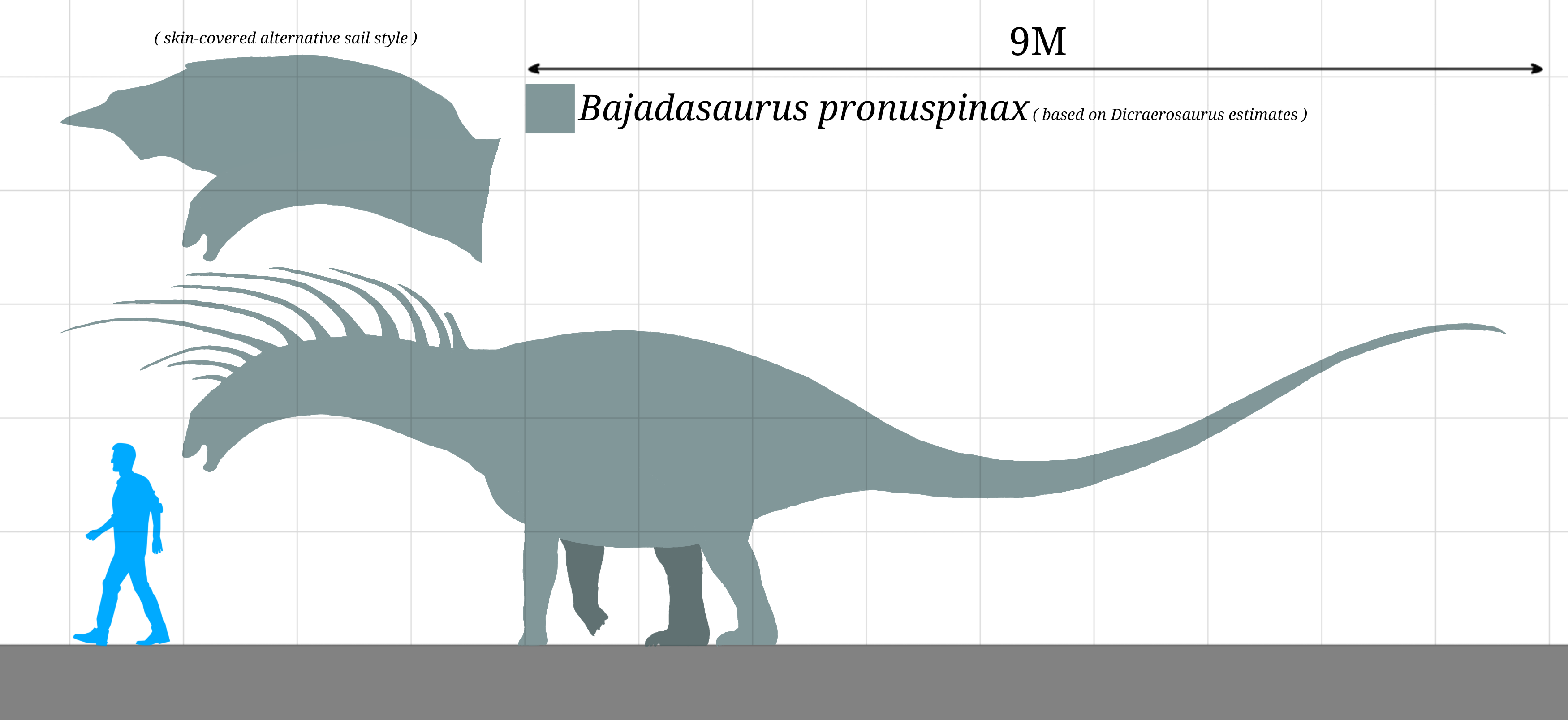
인간과의 크기 비교

바야다사우루스는 두 갈래로 목에서 뻗어 나온 길쭉한 가시들을 가지고 있으며, 이 가시들은 적들로부터 자신들을 방어하는 역할을 했다. 두개골은 마치 연필처럼 가늘고 길쭉한 모양이고, 약 48개의 이빨을 갖추고 있다. 또한, 바야다사우루스의 눈은 먹이를 먹는 동안 앞을 바라볼 수 있도록 되어있다.